# Salammbô
Salammbô é o título de um romance histórico de Gustave Flaubert, publicado pela primeira vez em 1862, cujo enredo reconstitui a vida na antiga Cartago.

## Génese
A partir de 1857, Flaubert começa a estudar tudo o que consegue sobre Cartago. Em março do mesmo ano, escreve uma carta a Félicien de Saulcy, arqueólogo francês, na qual pedia informações sobre essa região. A partir deste momento, ele multiplicará as suas leituras sobre o assunto  . Ao mesmo tempo, faz duas visitas Cabinet des Médailles de la Bibliothèque Nationale, a primeira em 16 de março de 1857 e a outra a 17 de março de 1860, para consultar medalhas relativas a "terracota assíria"; moedas antigas; e terracota antiga . 
De 12 de abril a 5 de junho de 1858, Flaubert vai à Tunísia para aprender mais sobre Cartago. Ele também deseja observar pessoalmente o local onde se passará o romance.
Numa carta a Madame de Chantepie, datada a 23 de janeiro de 1858, ela anuncia a sua decisão de partir: « Il faut absolument que je fasse un voyage en Afrique. Aussi, vers la fin de mars, je retournerai au pays des dattes. J'en suis tout heureux ! Je vais de nouveau vivre à cheval et dormir sous la tente. Quelle bonne bouffée d'air je humerai en montant, à Marseille, sur le bateau à vapeur!» (que pode ser traduzido como: «Eu devo absolutamente fazer uma viagem à África. Aliás, no final de março, voltarei à terra das datas. Estou muito feliz! Vou viver a cavalo novamente e dormir na barraca. Que lufada de ar fresco vou respirar enquanto ando, em Marselha, no navio a vapor!»).

### As etapas da viagem à África (12 de abril de 1858 - 5 de junho de 1858)
É graças à correspondência e anotações feitas num caderno durante a sua viagem à África que conhecemos as etapas da jornada de Flaubert empreendidas com o desejo de absorver por completo os lugares para melhor os descrever. «C'est pour le faire que je me transporte à Carthage.» (isto é: «É para isso que me transporto para Cartago."), ele acaba dizendo. No seu artigo Flaubert voyageur en Algérie et en Tunisi, Biago Magaudda esquematiza essas diferentes etapas.
Ele deixa Paris numa segunda-feira, a 12 de abril de 1858, com o objetivo de chegar a Marselha no dia seguinte, onde permanecerá dois dias. E aproveita a oportunidade para passear pelos bairros antigos da cidade. Embarca no navio Hermus e a 16 de abril chega à Argélia, a Stota-Philippeville, dois dias depois. Na mesma noite, ele chega a Constantina, onde visita as mesquitas e admira as paisagens. Quinta-feira, 22 de abril, para em Bone. Embarcando no Hermus novamente, chega a Tunes no dia 24 de abril, onde permanecerá até 22 de maio. Durante esse período, faz muitos passeios e excursões com o intuito de absorver a atmosfera oriental, explorando os locais da Antiguidade que ele queria reviver.
Como Ôphélia Claudel aponta no seu artigo Bas les masques ! Lever le voile sur la méthode in situ de Flaubert  , o estudioso que aglomerou uma infinidade de fontes documentais em Crosset era agora um viajante, colecionando impressões: ele procura capturar a vida de Cartago e a essência de Cartago, pelas suas observações in situ que dará vida ao seu romance. Então, quando ele vê «un dromadaire sur une terrasse, tournant un puits» («um dromedário num terraço, virando um poço») ele conclui:« cela devait avoir lieu à Carthage» («teve que acontecer em Cartago»).
Em 22 de maio, ele partiu para El Kef através de Duga. Biago Magaudda esquematiza a sua volta a Marselha: « il traverse Souk-Ahras, Guelma, Millesimo, Constantine avant de gagner Philippeville où le mercredi 2 juin il reprend le bateau pour Marseille» («ele atravessa Souk Ahras, Guelma, Millesimo, Constantina antes de chegar a Philippeville, onde, numa quarta-feira, a 2 de junho, ele arranja um barco de retorno a Marselha»).
A 5 de junho de 1858, Flaubert retorna a Paris, após dois meses de expedição que serão decisivos para a génese de Salammbô.

### O retorno a Crosset (5 de junho de 1858) e o nascimento de Salammbô (abril de 1862)
Exausto, Flaubert retorna a Paris num «estado de confusão avançada» («état de confusion avancé»), como ele exprime na sua correspondência: «C'est maintenant comme un bal masqué dans ma tête, et je ne me souviens plus de rien. Le caractère féroce du paysage frémit au fond de la vallée» («Agora é como um baile de máscaras na minha cabeça, e não me lembro de nada. A natureza feroz da paisagem treme no fundo do vale»).

## História
Salammbô é o nome fictício da filha de Amílcar Barca, célebre conquistador cartaginês. Durante as primeiras Guerras Púnicas, teve este de proceder à contratação de enormes contingentes de soldados mercenários que, findas as batalhas contra os romanos, acabaram rebelando-se e atacando a principal cidade da colônia africana dos fenícios.

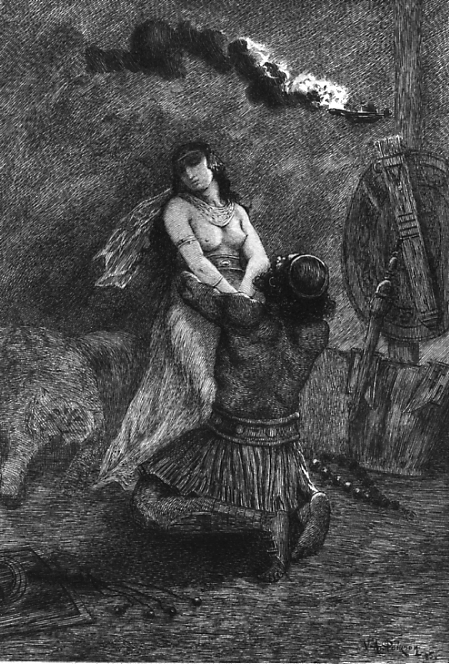
Mâtho cai aos pés de Salammbô, não acreditando na visita inesperada de sua amada.
Ilustração de V. A. Poirson, 1890.

Após um festim comemorativo feito pelos comerciantes em homenagem às vitórias, um dos mercenários, chamado Mâtho, apaixona-se pela bela princesa Salammbô, a filha do general. Consagrada para o culto à deusa Tanit, esta se conserva pura e virginal, desconhecendo a realidade mundana.
Tem início a revolta dos mercenários, por não terem recebido as prometidas recompensas, sendo Mâtho um dos seus principais chefes. Amilcar encontra-se fora da cidade, que é cercada pelos milicianos. Tomado por sua paixão desenfreada, Mâtho ocultamente penetra em Cartago, o que resulta no roubo do Zaïmph - o manto sagrado da deusa - e no qual nenhum mortal poderia tocar.
O retorno de Amilcar, marcado pela oposição dos seus conterrâneos, dá início a uma longa série de batalhas, vitórias e reveses para ambos os contendores. Corajosamente, Salammbô segue ao acampamento rebelde, a fim de recuperar o objeto divino, indo diretamente à tenda do chefe revoltoso que, ante a inusitada realização de seu maior desejo - estar ao lado da amada - desfalece. A moça, assim, retorna com o manto - para isto tendo que tocá-lo.
Após intensas lutas, quando tudo parecia perdido para Amilcar, este sai vitorioso, e Mâtho é capturado. A jovem princesa dele se apaixonara, e sua morte por lapidação, durante os festejos de suas núpcias com Narr' Havas (outro mercenário, que desertara para o lado dos cartagineses) leva a moça a também morrer… fora-lhe fatal tocar no Zaïmph…

## Polêmica

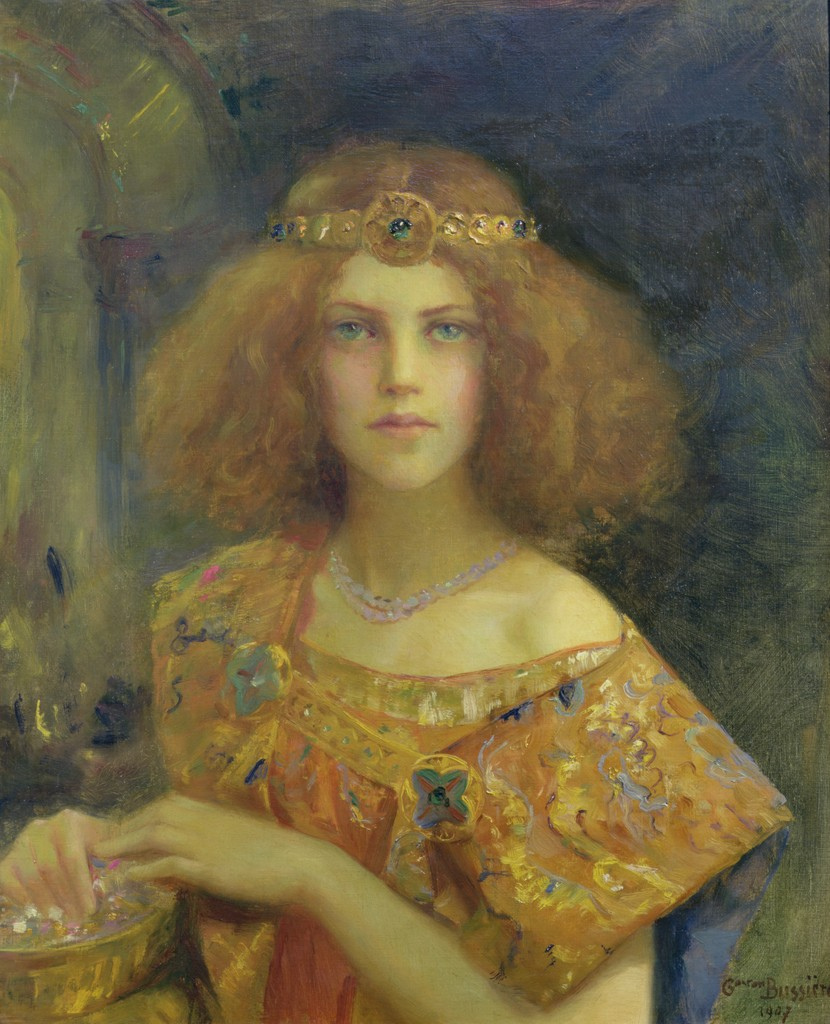
Salammbô, por Gaston Bussiere.

Charles-Augustin Sainte-Beuve, crítico francês, lançou diversas censuras ao livro de Flaubert, acusando-o de cometer infindáveis imprecisões históricas no seu romance, dentre as quais: a crucifixão de leões, a descrição do templo de Tanit, o uso de perfumes por Salammbô - dentre outras - às quais o autor rebateu. Em carta, Saint-Beuve lhe responde que "Eu disse tudo, V. respondeu, os leitores atentos que julguem. O que eu aprecio sobretudo, e que todos hão de apreciar, é essa elevação de espírito e de caráter  que fez a V. suportar com toda a naturalidade as minhas contradições, o que nos obriga a maior estima para consigo".
Já em relação às acerbas críticas feitas pelo Sr. Frœhner, diretor da Revue Contemporaine, Flaubert foi mais enfático, chegando a acusá-lo de leviano.
Diversos outros autores e críticos comentaram largamente esta obra-prima que, entretanto, não foi tão grandiosa quanto o seu Madame Bovary.

## Adaptações

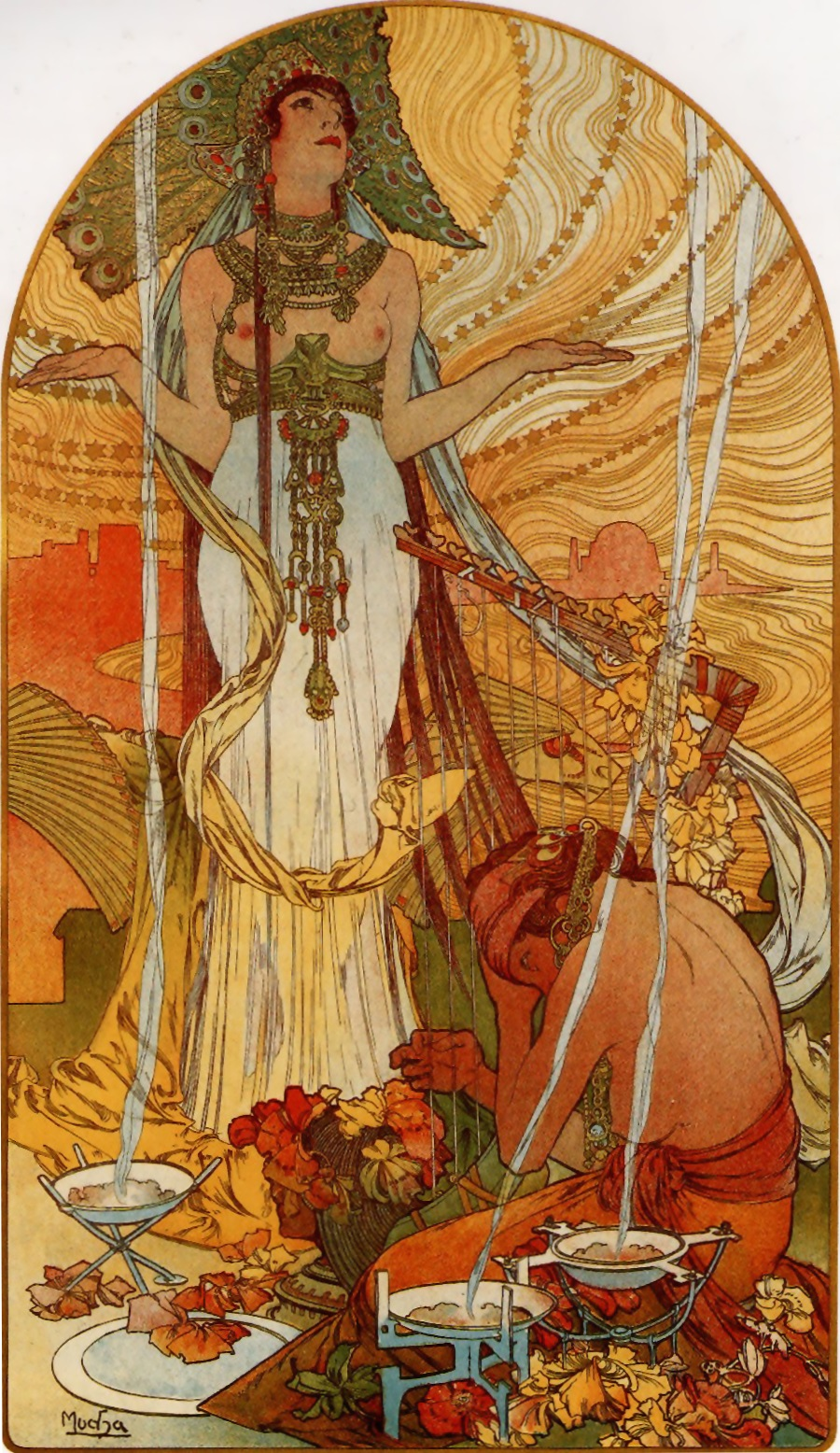
Salammbô, por Alfons Mucha

Salammbô foi adaptado para diversos outros meios de comunicação, até tornar-se um jogo de videogame, feito na Alemanha, na década de 1990.

### Ópera
Salammbô transformou-se numa ópera pelas mãos do francês Ernest Reyer e em outra do compositor russo Modest Mussorgsky. Esta última, de 1863, nunca foi apresentada, ao passo que a versão de Reyer estreou em 1890.
O autor contemporâneo Philippe Fénelon compôs uma versão em 3 atos (libreto de Jean-Yves Masson), que estreou na Ópera da Bastilha, em 1998.

### Cinema
Duas adaptações cinematográficas foram produzidas:
- Salammbô (1925), filme francês, de Pierre Marodon com Jeanne de Balzac , Rolla Norman , Victor Vina.
- Salammbô (1960), colorido, co-produção ítalo-francesa, dirigida por Sergio Grieco, cenário de John Blamy, e no elenco Jeanne Valérie (Salammbô), Jacques Sernas (Mâtho), Edmund Purdom (Narr-Havas), Riccardo Garrone (Amílcar), Arnoldo Foà (Spendius).

### Banda Desenhada
Philippe Druillet fez uma adaptação livre do romance para a banda desenhada, levando a antiga história à ficção científica, no qual o seu personagem favorito "Lone Sloane" está encarnado em Mâtho. Esta série, que é tão parte da história antiga como ficção científica e faz uso de mídia mista, foi originalmente publicada na revista Métal hurlant, em seguida, na revista Pilote de 1980. As aventuras foram reunidas pela Dargaud em três álbuns. : Salammbô, Carthage e Mâtho, assinados conjuntamente por Gustave Flaubert e Philippe Druillet.
Jacques Martin, publicando sua série Alix (no episódio intitulado Le Spectre de Carthage), retorna em detalhes sobre os eventos que formam a moldura de Salammbô.

### Escultura
O escultor francês Maurice Ferrary (1852-1904), produziu uma bela peça, retratando Salammbô nos braços de Mâtho, atualmente no Museu de Liverpool, na Inglaterra .